# Tiberio Claudio Cuartino
Tiberio Claudio Cuartino (en latín: Tiberius Claudius Quartinus) fue un senador romano originario de la clase ecuestre, que vivió a finales del siglo I y mediados del siglo II, y desarrolló su cursus honorum bajo los reinados de Nerva, Trajano, y Adriano. Fue cónsul sufecto alrededor del año 129.

## Carrera política
Una inscripción encontrada en Lugdunum (y ahora perdida) proporciona detalles de su cursus honorum. Cuartino comenzó su carrera política como tribuno angusticlavio en la Legio III Cirenaica, que estaba estacionada en Bostra en Siria. El emperador Trajano se fijo en el, y lo nombró splendissimum ordinem, lo que, explica Ronald Syme, significa que "que entró en el Senado como cuestor urbano". Syme también ofrece una posible razón para este honor: como tribuno en la III Cirenaica, Cuartino participó en la ocupación romana de Arabia Petrea entre los años 106-107.
A pesar de este honor, la carrera de Cuartino no fue rápida. Tras alcanzar el rango de pretor, fue legado de un procónsul de Asia, luego fue juridicus en la Hispania Tarraconensis, funciones que sabemos que desempeñó entre los años 117 y 119. Durante un período de tensiones con el imperio Parto en el año 123, Cuartino fue comandante de una fuerza compuesta por las legiones II Traiana fortis y la III Cirenaica, y sus auxiliares. Luego sirvió como gobernador de la Galia Lugdunensis antes de acceder finalmente a su consulado, más de veinte años después de haber sido ascendido a la categoría de senador. Werner Eck, en su lista de titulares de cargos gubernamentales de este período, no puede proporcionar una fecha más específica para el mandato de Cuartino en la Galia Lugdunensis que "entre 123 y 129".
Después de su consulado, Cuartino fue admitido en el colegio sacerdotal de los Septemviri epulonum, uno de los cuatro principales sacerdocios de la antigua Roma. Este collegium o sacerdocio se encargaba de organizar fiestas y banquetes públicos en festivales y juegos (ludi). También se le asignó otro cargo gubernamental, como gobernador de Germania Superior, donde un diploma militar atestigua su presencia en la provincia el 16 de octubre del año 134. El último cargo que se sabe que Cuartino ocupó fue el de gobernador proconsular de Asia, en una fecha estimada por Géza Alföldy entre los años 144-145.